# Joey Yung Cho-Yee
Joey Yung Cho-Yee 容祖儿 (Hongkong, 16 juni 1980) (jiaxiang: Guangdong, Xinhui) is een Hongkongse Cantopopzangeres, filmactrice en TVB actrice. Zij werkt voor het bedrijf Emperor Entertainment Group (EEG).
Op haar vijftiende begon zij deel te nemen aan zangwedstrijden.
Het nummer Mad about You van de Belgische band Hooverphonic coverde zij op haar album "Something About You" in het jaar 2002.
In 2003 won bij de Jade Solid Gold Awards de "Most Popular Female Singer Award" met haar hit "My Pride". Hierna won Yung Cho-Yee in de jaren 2004, 2005, 2006 en 2007 de prijs nogmaals, waarmee haar populariteit steeg.

## Filmografie
- Winner Takes All (2000)
- Feel 100% II (2001)
- Expect a Miracle (2001)
- My Schoolmate, the Barbarian (2001)
- Demi-Haunted (2002)
- The Attractive One (2004)
- Crazy N' The City (2005)

## Televisieseries
- Green Hope (2000)
- Not Just A Pretty Face (2003)
- Sunshine Heartbeat(2004)
- Kung Fu Soccer (2004)
- On The First Beat (2007)